# Holden
Холден (званичан назив енгл. General Motors Holden) је аустралијски произвођач аутомобила. Подружница је Џенерал моторса и послује на територији Аустралије и Новог Зеланда. Седиште компаније се налази у Мелбурну у држави Викторија у Аустралији.
Компанију је основао Џејмс Александер Холден 1856. године и бавила се производњом седала за коње у граду Аделејду. 1908. године се сели у аутомобилску област, пре него што је постао део Џенерал моторса. За време велике кризе 1931. године постаје подружница Џенерал моторса и до 1998. године се звала General Motors-Holden's Ltd. Од 1998. године компанија је преименована у Holden Ltd, а од 2005. године до данас носи назив GM Holden Ltd.
Поред тога што је најчувенији аустралијски аутомобилски бренд, Холден производи возила која су доступна свима. То укључује низ аутомобил од мањих, средњих, спортских и теренских. Збирка Холденових аутомобила обухвата: мала/средња – барина, спарк, круз и малубу, велика – комодор и каприс, кросовер – тракс, каптива и колорадо. Холден аутомобили су углавном истоветни са Опеловим и Шевролетовим возилима.
Сва Холден возила се производе у предграђу Аделејда, Елизабету, а мотори се производе у фабрици у Фишерменс Бенду, у Мелбурну.
Џенерал моторс је најавио да ће до краја 2017. године обуставити производњу аутомобила и мотора у Аустралији, у подружници Холден, због високих трошкова производње и оштре конкуренције. Гашењем производње резултираће губитком 2.900 радних места, што ће бити велики проблем за аустралијску аутомобилску индустрију. Претпоставља се да ће Холден остати само дистрибутер GM-ових возила, али са својим знаком.